# Pouzolzia guatemalana
Pouzolzia guatemalana är en nässelväxtart som först beskrevs av Carl Ludwig von Blume, och fick sitt nu gällande namn av Hugh Algernon Weddell. Pouzolzia guatemalana ingår i släktet Pouzolzia och familjen nässelväxter. Utöver nominatformen finns också underarten P. g. nivea.